# Кислородмаш
«Кислородмаш» (прежние названия — «Автогенмаш», «Криогенмаш») — одесское предприятие по производству воздухоразделительных машин средней и малой производительности. Единственное предприятие в Украине, которое полностью самостоятельно занимается проектированием, изготовлением и обслуживанием криогенных воздухоразделительных установок. На предприятии производят оборудование для транспортирования, перекачки и газификации технических газов.

## История предприятия
В 1945 году советское правительство приняло решение о строительстве автогенно-машиностроительного завода, и уже 24 июля 1947 года к должности приступил его первый директор И. Новиков. Строительство завода началось в феврале 1948 года.
В 1950 году была выпущена первая газорежущая машина ПМП-01, в 1953-м — первые образцы воздухоразделительной установки КГН-30 и насосов НЖК-4, НЖК-11, НЖК-12. На протяжении 1950-х годов были построены механосборочный цех, цех кислородных машин, кислородная станция, цех автогенных машин и насосов и котельно-сварочный цех. В 1972 году на базе завода «Автогенмаш» и научно-исследовательского института технологии криогенного машиностроения НИИТКриогенмаш создано научно-производственное объединение «Кислородмаш».
В 1994 году НИИТКриогенмаш был включен в состав завода, а в следующем году — зарегистрирован как дочернее предприятие. В 1995 году завод был приватизирован и реорганизован в АОЗТ «Кислородмаш», в 1996-м — зарегистрировано как субъект предпринимательской деятельности.
В 2015 году часть территории завода сдана в аренду, завод прекратил выпускать газорежущие машины и машины плазменной резки метала. На остальных производственных площадях «Кислородмаша» продолжает выпускаться продукция и запчасти кислородного направления ВРУ, НСГ, ДТ. Предприятие имеет код ЕГРПОУ 40072353.

## Продукция
Предприятие занимается разработкой, поставкой и установкой комплектного оборудования криогенной техники и запасных частей:
- Установки разделения воздуха для производства жидких и газообразных продуктов разделения воздуха: кислорода, азота, аргона.
- Комплексы углекислотного оборудования для хранения, газификации, перекачки из ёмкости в ёмкость, заправки в баллоны жидкой диоксида углерода.
- Стационарные установки для газификации жидких кислорода, азота, аргона и наполнения баллонов либо работы в линию давлением до 40 МПа.
- Автомобильные установки для перевозки и газификации жидких кислорода, азота, аргона и наполнения баллонов либо работы в линию давлением до 20 МПа.
- «Холодные газификаторы» для газификации жидких кислорода, азота, аргона и выдачи их потребителю под давлением от 0,1 МПа до 1,6 МПа.
- Транспортные резервуары для хранения и транспортирования жидких кислорода, азота, аргона.
- Стационарные резервуары для хранения жидких кислорода, азота, аргона.
- Системы хранения жидких кислорода, азота, аргона.
- Компрессорное оборудование.
- Насосы сжиженных газов.
- Теплообменная аппаратура (теплообменники, испарители, конденсаторы, переохладители).
- Наполнительные и разрядные рампы.
- Стенды для освидетельствования и ремонта баллонов.
- Полный ассортимент запасных частей ко всему вышеперечисленному оборудованию.
- Машины термической резки серий «Комета», «Одесса» для фигурного и прямолинейного раскроя листового металла на базе систем ЧПУ собственной разработки (выставка Weldex/Россварка’2004])